# DMM.com Base

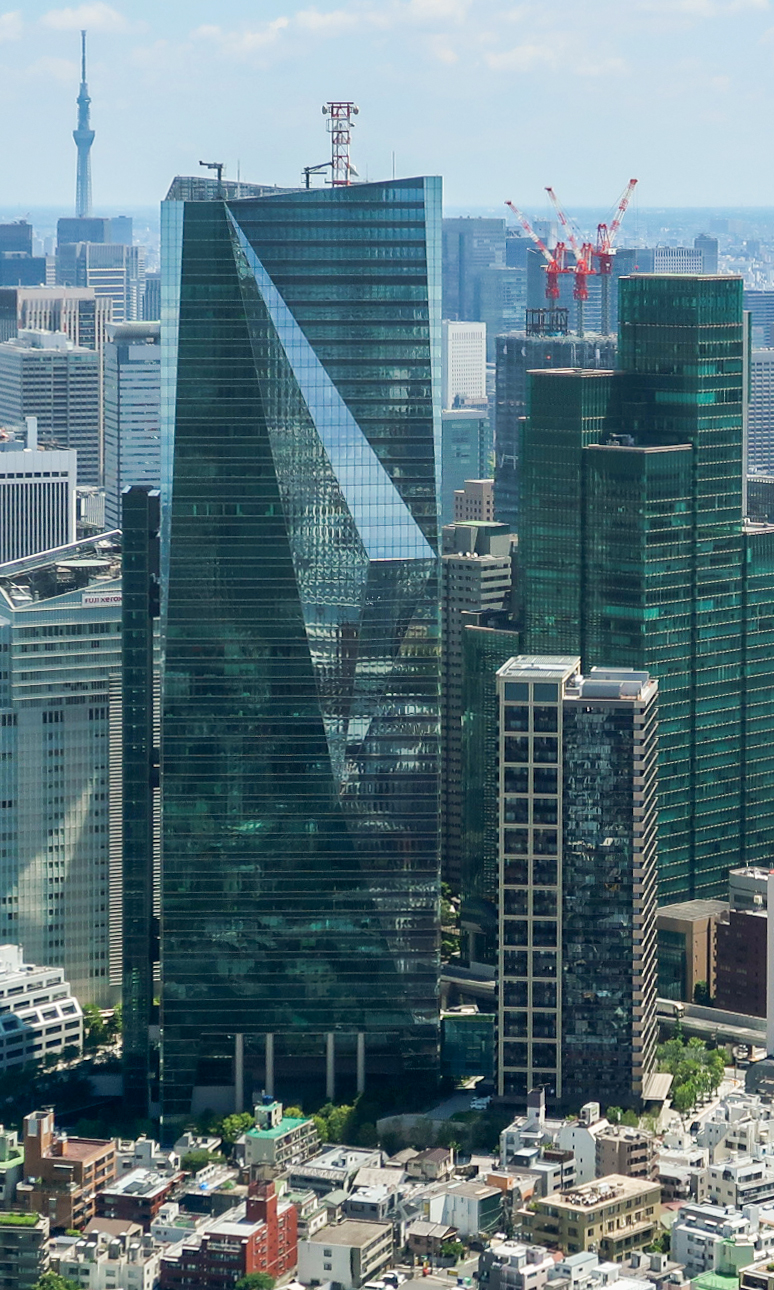
本社が置かれている住友不動産六本木グランドタワー

株式会社DMM.com Base（ディーエムエムドットコムベース）は、石川県加賀市で物流倉庫を運営するDMM.comのグループ企業。かつてアミューズメント施設「KC」を運営しており、KCのインターネット部門がDMM.comの始まりである。

## 概要
株式会社DMM.com Baseは、合同会社DMM.comや株式会社ティーアイエスなどのDMMグループ会社のDVD・Blu-rayなど映像パッケージメディア及びインターネット通販にかかわる物流サービスを担っている。そのほかにDVD・Blu-rayなどパッケージメディアの製造・加工業務、株式会社ジーオーティーの出版している作品の作家ロイヤリティーの管理、複合アミューズメント施設の運営を行っている。

## 沿革
- 1977年7月 - 亀山敬司の父と実姉である霜下順子が設立。加賀市内のショッピングセンター内でフルーツパーラー森永を、加賀市外でレストランを運営[4]。
- 1983年 - 亀山敬司が経営に参加。
- 1986年 - 亀山敬司がレンタルビデオ1号店を石川県小松市で出店。すぐに撤退し、加賀市に再出店[5]。
- 1997年
  - 第2種旅行業から撤退[6]。
  - 1月 - 本格的に物流業を開始。スーパーマーケットコドー跡地（現 砂走公園）にKC物流センターを開設。
- 1998年 - 松栄立也が入社し[7]、KC物流センターにてDMM.comの前身となるインターネット配信サイト「DMM」を開始。
- 2001年9月 - 石川県加賀市美岬町（加賀大漁市場跡地）に本格的物流センター完成。
- 2003年 - DMMのDVDレンタルを受託。
- 2004年 - ビデオシティKCの店舗を閉鎖し、KCへ統合移転。
- 2012年7月 - DMM.comにより物流倉庫屋上にメガソーラー設備の建設を開始。
- 2014年8月 - 3Dプリント事業サービス開始。
- 2015年 - 株式会社DMM.com Baseに社名変更。
- 2017年5月 - DMM.comグループ各社の管理部門業務を株式会社DMMホールディングス（現・合同会社DGホールディングス）へ移管[8]。
- 2020年5月 - KCが閉店[9]。
- 2022年8月 - 東京都港区六本木三丁目に本社移転

## かつて展開していた店舗
- フルーツパーラー森永 - ショッピングセンターミリオンプラザ内にあった喫茶店。
- ビデオシティKC[10] - ビデオシティ（のちにGEOに吸収合併）のフランチャイズ店舗、ビデオシティFC加盟以前の店舗名はビデオバンクKC。かつては加賀市内に5店舗（山代店・温泉駅前店・片山津店・大聖寺店・アビオ店）を運営していた[11]。温泉駅前店に北都観光（ケー・シー）の登記上の本社があり、山代店に隣接する建物にKC本部があった。
- KC - 書店[注 1]、DVD・CDのレンタル・セル、カラオケボックス[12]、ネットカフェ・ビリヤード・ダーツの複合アミューズメント施設。「TSUTAYA TOKYO ROPPONGI」を参考にしている。
- ラピスラズリ - エステサロン